# Битва под Рахманцевом
Битва под Рахманцевом — сражение 22 сентября 1608 года, в котором поддерживающее Лжедмитрия II войско польско-литовских интервентов во главе с Яном Петром Сапегой, направлявшееся к Троице-Сергиеву монастырю, нанесло поражение царскому войску, возглавляемому братом Василия Шуйского Иваном Шуйским.

## Предыстория
Летом 1608 года Лжедмитрий II (более известный как Тушинский вор) предпринял неудачную попытку захватить Москву, потерпев поражение в боях на Ходынке. Войскам Василия Шуйского удалось отбросить самозванца обратно в Тушино. Силы сторон были примерно равны. Отряды самозванца разбрелись по стране с целью захвата важнейших городов и монастырей. Царь Василий Шуйский, как мог, препятствовал им в этом, посылая наперерез врагу свои полки. Правительственные полки Ивана Шуйского перехватили Сапегу на дороге к Троице-Сергиевому монастырю у села Рахманцево (ныне Рахманово в Пушкинском районе Московской области).

## Ход сражения
На первом этапе русские ратники обратили в бегство польско-литовские полки, возглавляемые полковниками Микулинским, Вилямовским и Стравинским. В центре они смяли полк Сапеги и завладели всей его артиллерией. Гетман в ходе схватки был ранен в лицо и едва избежал плена. Царские ратники посчитали отступивших поляков разгромленными и расслабились, не ожидая контратаки. Однако Сапега бросил в атаку две гусарские роты, что застало русскую сторону врасплох и решило исход битвы. Иван Шуйский бежал. Дольше всего держался передовой полк воеводы Григория Ромодановского, однако он не получил помощи и был разбит. Сапежинцы преследовали русские полки на протяжении четырёх миль.

## Последствия
Победой под Рахманцевом Сапега открыл своим войскам дорогу к Троице-Сергиеву монастырю, начав вскоре его шестнадцатимесячную осаду. У сражения под Рахманцевом были и политические последствия. Авторитет «боярского царя» был окончательно подорван, от него начали «отъезжать» служилые люди. Началось бегство служилых людей и из Москвы в Тушинский лагерь.